# Jerzy Listewnik
Jerzy Edmund Listewnik (ur. 11 marca 1933, zm. 20 czerwca 2013) – polski mechanik, dr hab. inż., doktor nauk technicznych w zakresie budowy i eksploatacji maszyn, specjalista budowy okrętów i urządzeń okrętowych, prof. Akademii Morskiej w Szczecinie w Instytucie Eksploatacji Siłowni Okrętowych na Wydziale Mechanicznym.

## Życiorys
W 1991 r., obronił rozprawę doktorską pod tytułem – Badanie odolejania wód statkowych przy wykorzystywaniu niekonwencjonalnych hydrocyklonów na Wydziale Mechanicznym Politechniki Szczecińskiej. W 2000 roku uzyskał habilitację w Państwowym Uniwersytecie Komunikacji Wodnych w Sankt Petersburgu na podstawie rozprawy pt. Sozdanie gidrociklonov i sistem novogo pokolenija dlja očistki neftesoderžaščej vody v sudovych ènergetičeskich ustanovkach.
W 1997 odznaczony Krzyżem Kawalerskim Orderu Odrodzenia Polski. Zmarł 20 czerwca 2013 r., pogrzeb odbył się 27 czerwca tego samego roku na cmentarzu Centralnym w Szczecinie.
Wg akt Wojewódzkiego Urzędu Spraw Wewnętrznych w Szczecinie, w latach 1986–1990 był kontaktem operacyjnym o ps. Jerzy i JL.

## Wybrana bibliografia
- Rozwój konstrukcji okrętowych wolnoobrotowych silników spalinowych (Wyższa Szkoła Morska w Szczecinie; Szczecin; 1992) Jerzy Listewnik i Jan Marcinkowski